# District d'amélioration No 9
Le district d'amélioration No 9 Banff (en anglais : Improvement District No.9 Banff) est un district d'amélioration (DA) situé en Alberta, au Canada. Se trouvant dans le parc national de Banff, au sein des Rocheuses canadiennes, cette communauté non-organisée est l'équivalent d'une municipalité rurale fournissant un gouvernement local pour la partie du parc en dehors du bourg de Banff.

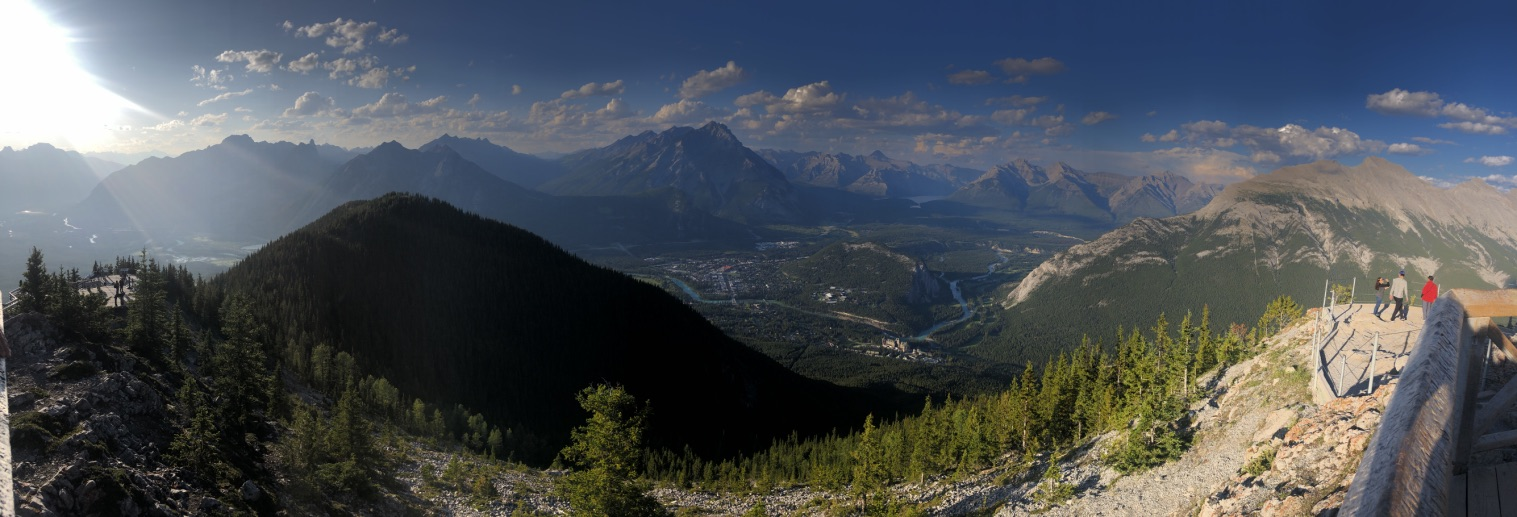
Vue panoramique du Mont Sulphur dans le parc national de Banff